# Castelluccio di Norcia
Pour les articles homonymes, voir Castelluccio.
Castelluccio  est une frazione  de la commune italienne de Norcia, dans la province de Pérouse, en Ombrie.
Depuis un tremblement de terre survenu le 30 octobre 2016, le village a été complètement rasé. La population n'était plus que d'un seul habitant, Emiliano Brandimarte, éleveur qui a quitté le village en décembre. Le village est aujourd'hui complètement abandonné, faute de pouvoir être reconstruit. 

## Géographie
Le village se trouve à environ 28 km de Norcia, accessible par une route panoramique ; il est situé au sommet d'une colline qui s'élève sur le plateau homonyme (Piani di Castelluccio), parmi les plus vastes de l'Italie Centrale. Il fait partie du parc national des Monts Sibyllins, à une altitude de 1 452 m, ce qui en fait un des centres habités les plus hauts des Apennins. En face se dresse l'imposante silhouette du Monte Vettore (2 476 m). 
Selon les données Istat de 2011, la population était de 120 habitants.

## Climat
La station météorologique de Castelluccio est la station météorologique de référence pour le village de Castelluccio. D'après la moyenne trentenaire de référence (1961-1990), la température moyenne du mois le plus froid, janvier, est de -2,9 °C ; celle du mois le plus chaud, juillet, est de +16,0 °C. Les précipitations  annuelles moyennes se situent autour de 1 100 mm, réparties en moyenne sur 105 jours, avec un minimum relatif en été et un pic en automne. On compte en moyenne 132 jours de gel par an. 
Le 2 mars 2005 à la suite d'une descente d'air très froid de la Sibérie  une température minimale de -32 °C a été relevée sur le Pian Grande, une des températures les plus basses d'Italie.

## Histoire
La présence de l'homme dans la zone est attestée depuis l'époque romaine, par la découverte d'objets en terre cuite près de la Fonte di Canatra, au lieu-dit « Soglio ». En outre, dans les fondations d'une maison furent découvertes dans les siècles passés diverses monnaies romaines remontant à l'époque de l'empereur Claude le Gothique IIIe siècle, et le long de la route qui conduit à Forca di Presta, fut aussi trouvé la tombe d'un soldat romain. Le noyau actuel remonte au XIIIe siècle, même si certaines recherches tendent à en antidater la fondation.

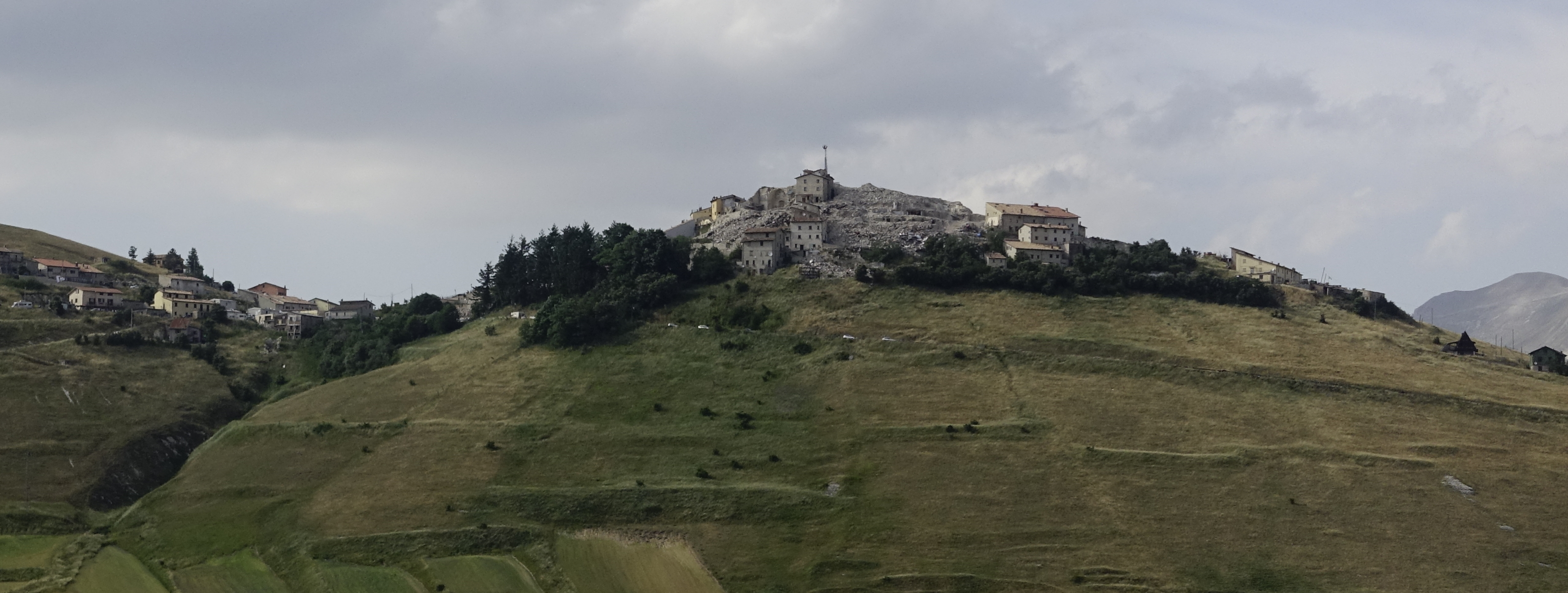
Depuis le tremblement de terre de 2016.

### Aujourd’hui
Depuis un tremblement de terre survenu le 30 octobre 2016, le village a été complètement rasé. 

## Économie
L'économie du village est essentiellement liée à l'activité pastorale, qui  constituait encore une bonne partie des ressources des habitants. À cela s'ajoute l'agriculture, avec la production de produits typiques comme les fameuses "lentilles de Castelluccio". Le tourisme est présent toute l'année : pendant la période hivernale, la localité de Forca Canapine est une station de ski, tandis qu'en été l'excursionnisme attire un grand nombre de passionnés. En outre la zone de Castelluccio est très appréciée pour la pratique du vol libre, en particulier du parapente, grâce à la conformation orographique particulière et la quasi totale absence de lignes électriques et antennes. Pour cette raison plusieurs écoles de vol se trouvent sur place, fréquentées, surtout en été, par des passionnés et des débutants en provenance de toute l'Europe.

## Monuments et patrimoine naturel
- Église Santa Maria Assunta (XVIe siècle), avec une remarquable sculpture en bois de la Madone (1499), œuvre de Giovanni Antonio di Giordano, sculpteur de Norcia. Aujourd’hui est complètement rasée.
- Des bombages à la peinture blanche sur les murs de certaines maisons, servent à exposer les problèmes et les particularités du village (satire).
- Le Parc national des Monts Sibyllins (1993), aire protégée de 70,000 ha, abrite des animaux comme le loup, l'aigle royal et le faucon pèlerin.
- Le Mont Vettore (2 478 m), un des plus hauts sommets de l'apennin central, est aussi le point culminant des Marches.
- Le Lac de Pilate (1 941 m), d'origine glaciaire. Ses eaux abritent une colonie de Chirocephalus marchesonii, un minuscule crustacé.
- La Cime du Rédempteur (2 448 m), point culminant de l'Ombrie, l'homonyme  crête offre une superbe vue aérienne sur les plaines de Castelluccio.
- La grotte de la Sybille (2 150 m), habitée selon la légende par une mage capable de prédire l'avenir.
- Les plateaux de Castelluccio  (1 350 m), d'environ 15 km2, représentés principalement par le Pian Grande et le Pian Perduto. Ils sont fameux pour la "Fiorita", ou l'imposante floraison qui colore la plaine entre la fin mai et le début juillet (coquelicots, bleuets, marguerites).

## Sport
Castelluccio permet la pratique d'un grand nombre d'activités sportives de plein air, comme :
- le ski ;
- le football, surtout pour les fameux défis entre équipes composées de centaines de joueurs, qui se déroulent sur des terrains improvisés sur le Pian Grande ;
- le traineau à chiens ;
- le mountain bike ;
- l'excursionnisme ;
- l'alpinisme ;
- le vol libre (deltaplane et parapente) ;
- les écoles de survie ;
- la randonnée équestre.